# Thomas Miller (Fußballspieler)
Thomas Miller (* 13. Februar 1963 in Fürstenfeldbruck) ist ein ehemaliger deutscher Fußballspieler.

## Karriere
Thomas Miller begann seine Karriere beim SC Fürstenfeldbruck und spielte anschließend zwei Jahre bei der SpVgg Unterhaching  und vier Jahre beim FC Augsburg. Mit den letztgenannten Mannschaften spielte er in der Bayernliga.
1989 kam er zum TSV 1860 München, der ebenfalls in der Bayernliga antrat. Durch Kampfgeist, kompromisslose Spielweise und Vereinstreue wurde er dort Publikumsliebling. Nach einem kurzen Gastspiel in der 2. Bundesliga 1991/92 konnte sich 1860 ab 1993 längerfristig im Profifußball etablieren. Dem Aufstieg in die 2. Bundesliga folgte der direkte Durchmarsch in die Bundesliga. Miller war über die Jahre stets Stammspieler in der Abwehr und er wurde sogar von den Löwen-Fans zum „Fußballgott“ gekürt. Mit Abschluss der Saison 1996/97 beendete er seine Karriere.
Miller spielt gelegentlich in der Traditionsmannschaft der „Löwen“ und ist hauptberuflich Finanzbeamter.

### Statistik
| Liga          | Spiele (Tore) | Karten(Gelb/Gelb-Rot/Rot) |
| ------------- | ------------- | ------------------------- |
| Bundesliga    | 82 (1)        | 10/1/0                    |
| 2. Bundesliga | 67 (1)        | 21/1/0                    |
| Wettbewerb    |               |                           |
| DFB-Pokal     | 010 (0)       | 2/0/0                     |